# Завежбе (Підкарпатське воєводство)
Завежбе (пол. Zawierzbie) — село в Польщі, у гміні Жиракув Дембицького повіту Підкарпатського воєводства.
Населення — 888 осіб (2011).
У 1975-1998 роках село належало до Тарновського воєводства.

## Демографія
Демографічна структура станом на 31 березня 2011 року:
|          | Загалом | Допрацездатний вік | Працездатний вік | Постпрацездатний вік |
| -------- | ------- | ------------------ | ---------------- | -------------------- |
| Чоловіки | 435     | 100                | 306              | 29                   |
| Жінки    | 453     | 93                 | 277              | 83                   |
| Разом    | 888     | 193                | 583              | 112                  |